# Région de Bandiagara
La région de Bandiagara est  une circonscription administrative et une collectivité territoriale 19e  région administrative du Mali, résultant de la loi 2012-017 du 2 mars 2012 et de la loi 2023-006 du 13 mars 2023. Elle a pour chef-lieu, la ville de Bandiagara.

## Géographie

### Situation
La région s'étend au centre du Mali méridional, elle est frontalière du Burkina Faso.
| Mopti | Douentza             | Douentza |
| Mopti | Région de Bandiagara | Sahel    |
| San   | Boucle du Mouhoun    | Nord     |

## Histoire
La région est instaurée lors de la réforme administrative initée en mars 2012, les trois cercles de Bandiagara, Bankass et Koro sont soustraits de la région de Mopti pour former la nouvelle région de Bandiagara. Depuis 2023, la région compte 6 nouveaux cercles : Kendié, Ningari, Dialassagou, Sangha, Kani et Sokoura.

## Administration
La région est composée de 9 cercles, divisés en 32 arrondissements et 53 communes. Le code à deux chiffres attribué à la région est le 17 (loi 2023-006) ou 19 (loi 2023-007), les cercles sont codifiés selon l'ordre chronologique par la loi 2023-002 du 13 mars 2023. 
| Code | Cercle                | Arrondissements | Communes |
| ---- | --------------------- | --------------- | -------- |
| 1901 | Cercle de Bandiagara  | 4               | 10       |
| 1902 | Cercle de Koro        | 8               | 16       |
| 1903 | Cercle de Bankass     | 3               | 4        |
| 1904 | Cercle de Kendié      | 2               | 5        |
| 1905 | Cercle de Ningari     | 2               | 4        |
| 1906 | Cercle de Dialassagou | 2               | 5        |
| 1907 | Cercle de Sangha      | 2               | 2        |
| 1908 | Cercle de Kani        | 4               | 4        |
| 1909 | Cercle de Sokoura     | 3               | 3        |

## Langues
La région recouvre pratiquement l'aire linguistique des langues dogon, elles forment un groupe ethnolinguistique constitué d'au moins 21 langues distinctes et plus de 60 variantes.

## Gouverneurs
- 2021-2024 : Sidi Mohamed El Béchir
- Depuis 2024 : Olivier Diassana, colonel major